# Antonio Pappano

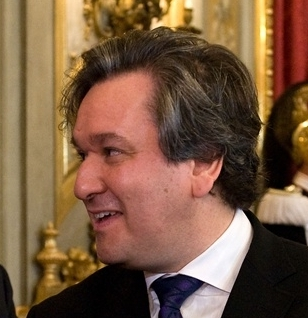
Antonio Pappano

Antonio Pappano (Epping (Essex), 30 december 1959) is een Brits dirigent en pianist van Italiaanse origine. Hij is momenteel de eerste dirigent van Royal Opera, en van l'Orchestra dell'Accademia Nazionale di Santa Cecilia in Rome.

## Biografie
Pappano's familie kwam oorspronkelijk uit Castelfranco in Miscano in de buurt van Benevento, Italië. Toen hij dertien jaar oud was verhuisden zijn ouders naar Connecticut in de Verenigde Staten. Na zijn opleiding als pianist, en zijn studie compositieleer en directie voltooid te hebben werd hij op eenentwintigjarige leeftijd repetitiebegeleider bij de New York City Opera. Pappano is de jongste dirigent die het orkest van de Royal Opera in London tot dusver heeft gehad. Zij begeleiden zowel de Royal Opera als het Royal Ballet.

### Carrière
Zowel in zijn hoedanigheid van dirigent als in die van pianist trok hij de aandacht van Daniel Barenboim en hij werd dan ook diens assistent op de Bayreuther Festspiele. Hij werkte in Barcelona en in Frankfurt; hij was tevens assistent van Michael Gielen. In 1990 werd hij de eerste dirigent van Den Norske Opera na zijn debuut in 1987. Die rol is inmiddels overgenomen door Olaf Henzold.
In 1992, toen hij 32 was, werd Pappano eerste dirigent van de Koninklijke Muntschouwburg, de Belgische Koninklijke Opera, een positie die hij vervulde tot 2002. In 1999 werd hij benoemd als eerste dirigent van het Royal Opera House, waar hij in het seizoen 2002-2003 startte. Hij was gastdirigent bij het Israel Philharmonic Orchestra, de English National Opera, de Metropolitan Opera (1997) de San Francisco Opera, de Lyric Opera of Chicago en de Staatsoper Unter den Linden in Berlijn.
Een van de laatste producties die hij dirigeerde was Der Ring des Nibelungen van Richard Wagner, met onder meer Plácido Domingo, en de productie van David McVicar van Mozarts Le Nozze di Figaro. Hij heeft de reputatie toegankelijk en charismatisch te zijn en is in staat met de meest veeleisende primadonna's om te gaan.
In 2005 werd Antonio Pappano eerste dirigent van l'Orchestra dell'Accademia Nazionale di Santa Cecilia in Rome, en sindsdien treedt hij geregeld op als dirigent van het London Symphony Orchestra, het Cleveland Orchestra, het Chicago Symphony Orchestra, de Berliner Philharmoniker en het Koninklijk Concertgebouw Orkest. Onlangs verlengde hij zijn contract met het Londense Royal Opera House, verdere speculaties hiermee tenietdoend.

### Opnamen
- Philippe Boesmans: Wintermärchen
- Jules Massenet: Manon, Werther
- Giacomo Puccini: Il trittico, La bohème, La rondine, Tosca, Manon Lescaut
- Giuseppe Verdi: Don Carlos, Il trovatore
- Richard Wagner: Tristan en Isolde
- Felix Mendelssohn: Elijah

## Discografie

### Dvd's
| Muziek-dvd met eventuele hitnotering(en) in de Nederlandse Muziek Dvd Top 30 | Datum van verschijnen | Datum van binnenkomst | Hoogste positie | Aantal weken | Opmerkingen                                           |
| ---------------------------------------------------------------------------- | --------------------- | --------------------- | --------------- | ------------ | ----------------------------------------------------- |
| Andrea Chénier                                                               | 2016                  | 01-10-2016            | 22              | 2            | met Jonas Kaufman, Eva-Maria Westbroek & Zeljko Lucic |